# Abu al-Khayr Khan
Abu al-Khayr Khan (in arabo ابوالخير‎?; 1412 – 1468) è stato un politico uzbeko, khan del Khanato uzbeko e discendente di Shibani Khan, ultimo figlio di Joci.

## Biografia
Abu al-Khayr Khan prestò inizialmente servizio per Barak Khan, un altro discendente shaybanide che morì in una rivolta. Venne quindi fatto prigioniero e liberato poco dopo, quindi all'età di 17 anni fondò un khanato nel territorio di Tura, in Siberia. Dopo aver sottomesso un khanato di un altro discendente di Joci, conquistò i territori dei kipčaki.
Nel 1430 conquistò l'Impero corasmio e saccheggiò la sua capitale Kunya-Urgench, ma poco dopo abbandonò questi territori. Dopo aver sconfitto altri due principi, sottomise la città di Urdu Bazar e per breve tempo si appropriò del trono di Sayin Khan. Poco prima della morte di Shah Rukh consolidò il suo potere assediando le roccaforti di Sighnaq, Arkuk, Sozak e Ak-Kurghand Uzkand situate presso il Syr Darya.
Sighnaq divenne la capitale di questo territorio, che non si espanse mai per tutto il regno di Abu al-Khayr Khan, tranne che per qualche saccheggio a Bukhara e a Samarcanda. Di quest'ultima città era il khan Abdullah, che venne sconfitto da Abu al-Khayr Khan, il quale come ricompensa ricevette in sposa Rabiya Sultan Begim, figlia di Uluğ Bek.
Dopo alcune sconfitte da parte dei timuridi e dei calmucchi, la potenza del khanato andò in declino e gli abitanti della steppa, che presero il nome di kazaki, si dichiararono indipendenti.
Abu al-Khayr Khan morì nel 1468. Il suo dominio sarebbe stato poi restaurato dal nipote Muhammad Shaybani.